# Veronika Vítková
Veronika Vítková, född 9 december 1988 i Vrchlabí, är en tjeckisk skidskytt.
Vítkovás hittills bästa individuella resultat i världscupen i skidskytte är en andraplats från jaktstartsloppet i Oberhof i Tyskland säsongen 2012/2013 samt en andraplats från sprinten i Hochfilzen säsongen 2013/2014.. Hon var även med och tog ett brons vid VM 2013 i Nove Mesto i mixstafetten.